# Konstanzi zsinat

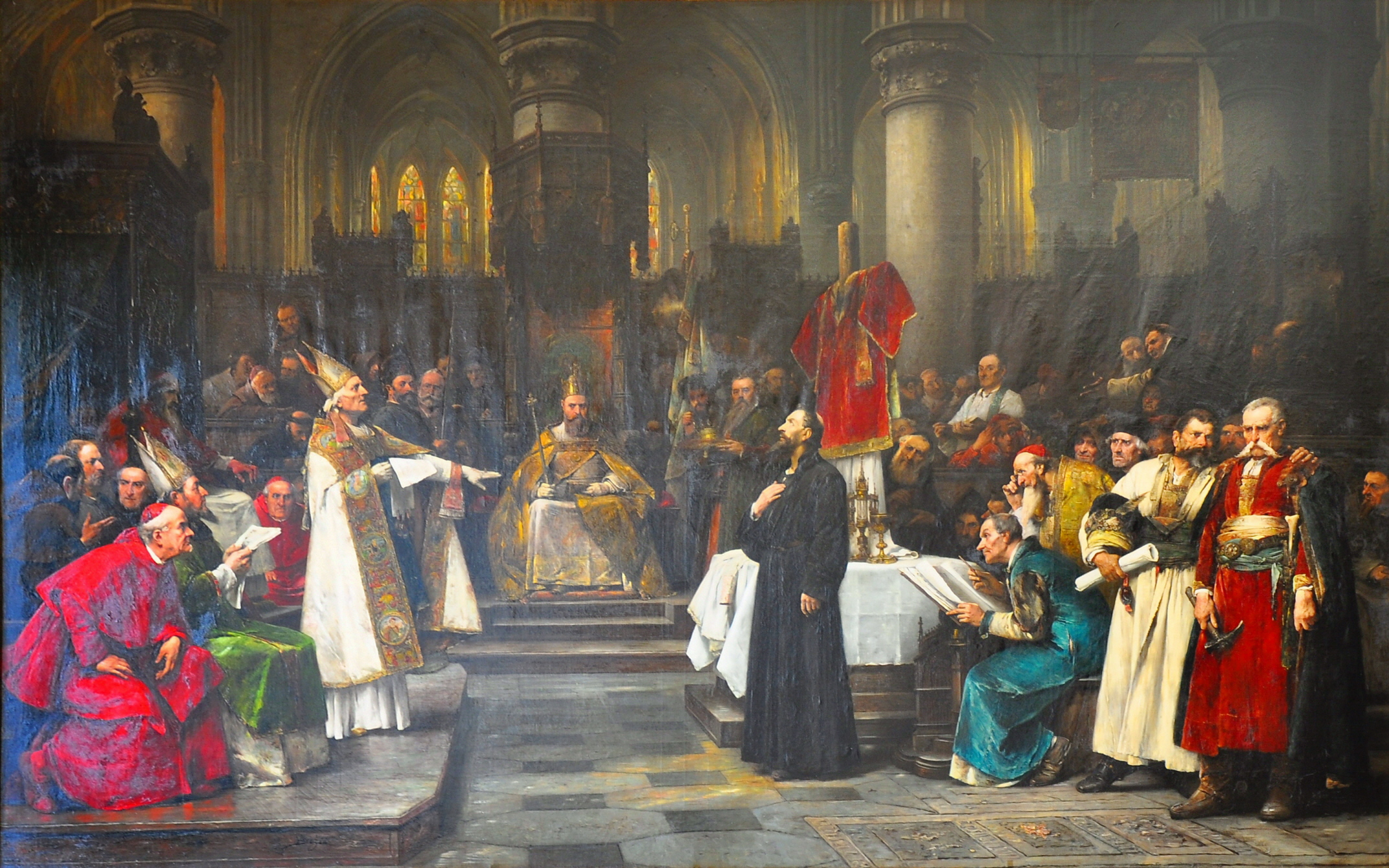
Václav Brožík: Husz János a konstanzi zsinaton, festmény (1883)

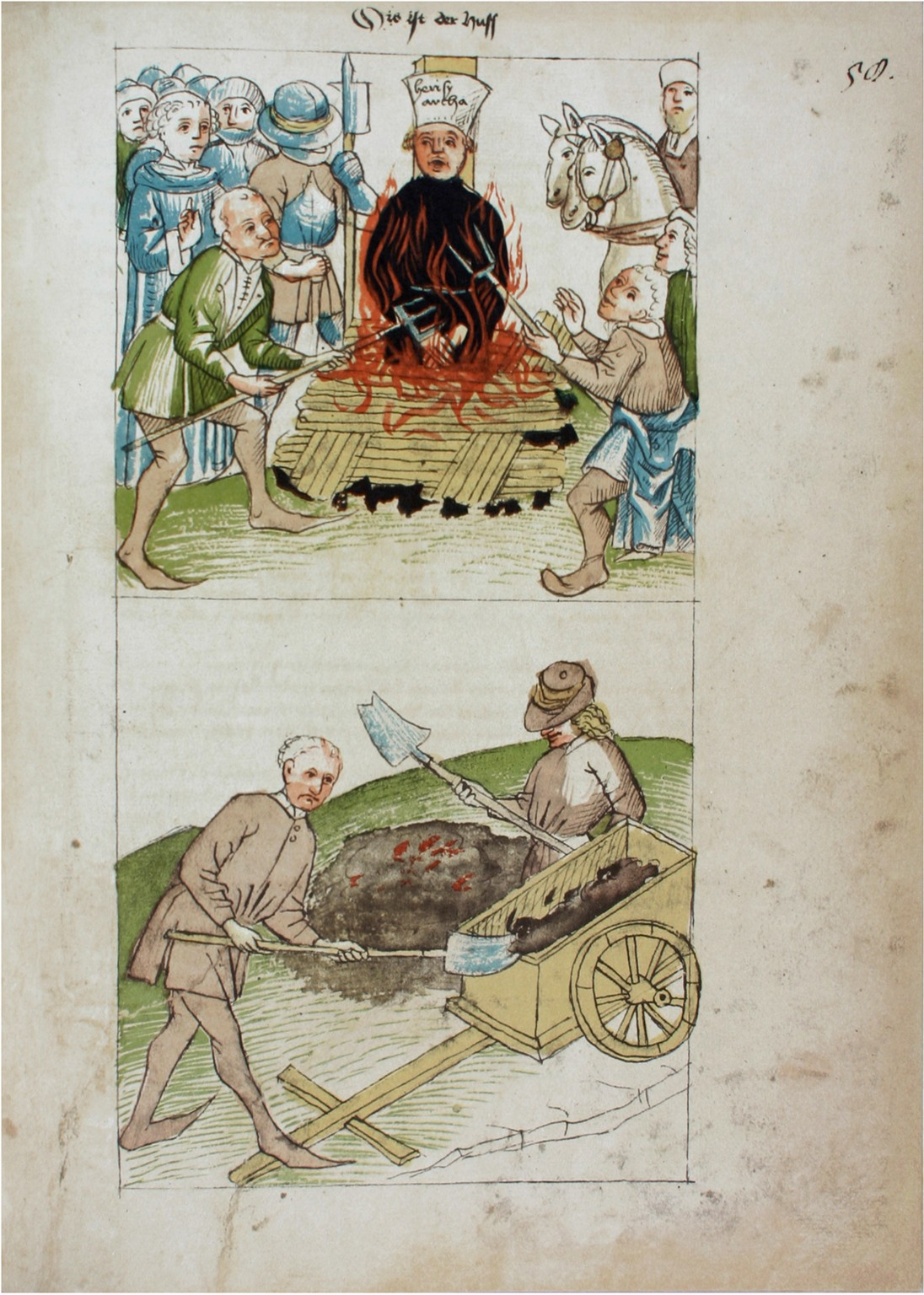
1415 július 6. Husz János megégetése, miniatúra Ulrich Richental Chronik des Konstanzer Konzils című művében

A konstanzi zsinat 1414-től 1418-ig ülésezett. Összehívásának és a 38 évig tartó nagy nyugati egyházszakadásnak legfőbb oka az volt, hogy az Avignonban maradt bíborosok nem fogadták el a megválasztott római pápát. A katolikus egyháznak egyszerre két, sőt később három pápája is volt, és senki nem volt biztos abban, melyikük a törvényes. Az egyházszakadást felszámoló 16. egyetemes zsinatot 1414. november 5-én nyitotta meg Konstanzban XXIII. János ellenpápa. Egészen az 1814-ben tartott bécsi kongresszusig a konstanzi zsinat maradt Európa legnagyobb diplomáciai eseménye. A zsinat a konstanzi Miasszonyunk székesegyházban (Münster Unserer Lieben Frau) ülésezett.
A zsinatra az „öt nemzetet”, az itáliaiakat, az angliaiakat, a németeket, a franciákat, a spanyolokat és a bíborosok kollégiumát Zsigmond magyar király kezdeményezésére azért hívták össze, hogy megszüntesse az 1378 óta fennálló nyugati nagy egyházszakadást (skizma), megjavítsa a meglazult egyházi fegyelmet és helyreállítsa a keresztény hit egységét. A zsinatot kölcsönös megegyezéssel a legtekintélyesebb párttal rendelkező XXIII. János ellenpápa és Zsigmond magyar király hívta össze 1414. november elejére Konstanzba. A megnyitás november 5-én, az első nyilvános ülés november 16-án zajlott. A zsinaton végül 1417. november 11-én egyhangúlag Colonna Ottót választották pápává, aki november 21-én V. Márton néven kezdte meg pontifikációját. Ezt követően az új pápa Zsigmond királlyal 1418. április 22-én a zsinatot berekesztette.

## Husz a zsinat előtt
A katolikus egyházzal szemben a legerősebb - az egyház teljes megújulását sürgető mozgalom, a huszitizmus- Csehországban keletkezett, ahol Husz János fanatikus hévvel ostorozta a papság erkölcsi romlottságát, kincsszomját, a simóniát, azaz a papi tisztségek pénzért való adás-vételét, és általában a keresztény hit és erkölcsiség nagyfokú süllyedését. Zsigmond császár menlevéllel (salvus conductus) látta el Husz Jánost, aki el is utazott Konstanz városába a zsinatra, ahová őt a császár külön meghívta. Itt azonban, mivel nem tartotta magát az egyházi parancshoz, hogy ne mondjon misét, Huszt menlevele ellenére börtönbe vetették. 1415 júniusában a zsinat által kiküldött bizottság kihallgatta. 1415. július 6-án kihirdették az ítéletet, és még aznap máglyán megégették. Ugyanerre a sorsra jutott az őt támogató Prágai Jeromos is, akit a zsinat eretnekség vádjával bíróság elé állított. Ő Husz megégetése után aláírta tanai visszavonását, amikor azonban megtudta, hogy a kegyelem életfogytiglani börtönt jelent, megtagadta a kicsikart vallomását, ezért 350 napi fogság után őt is megégették.

## Az egyházszakadás felszámolása

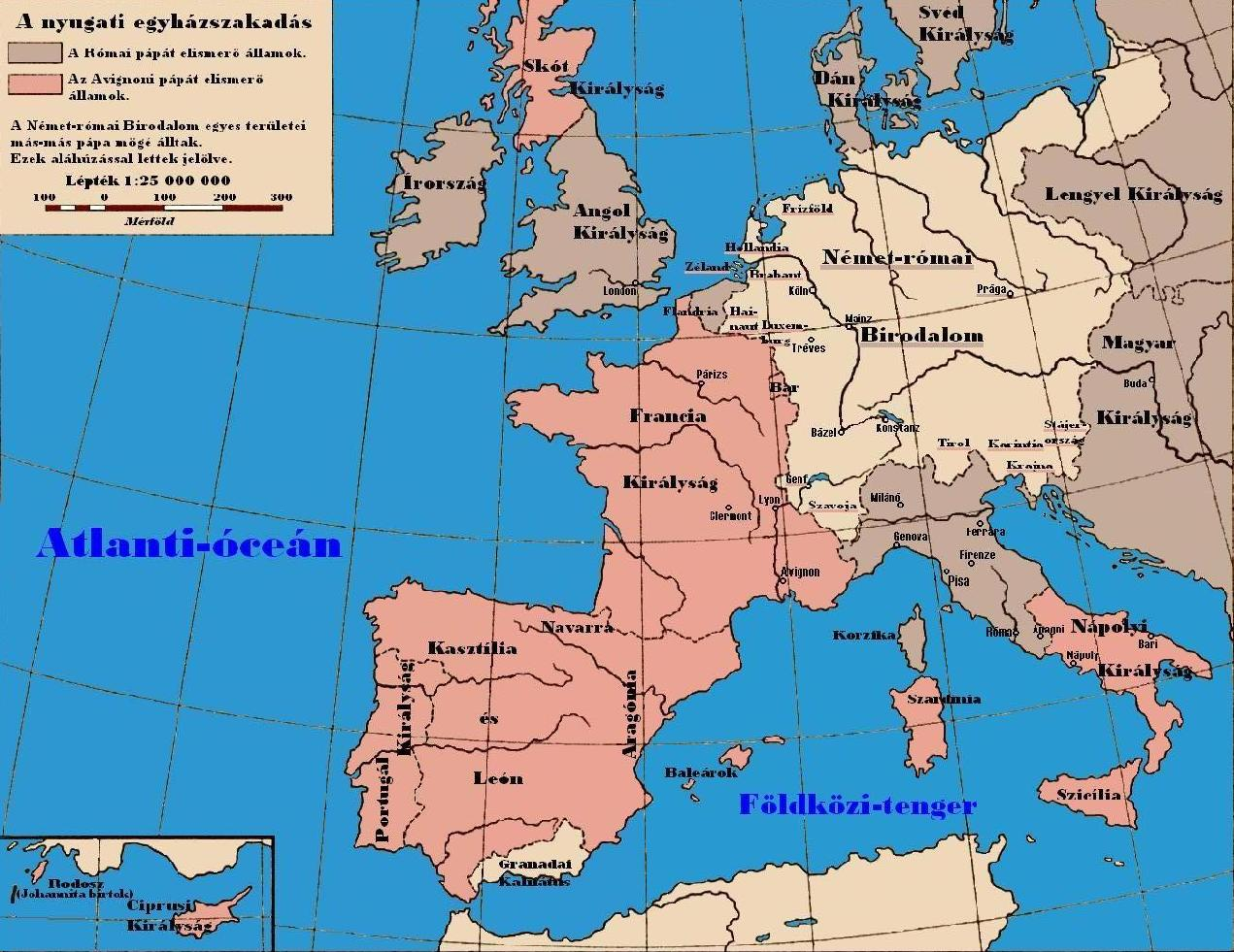
Európa a skizma korában

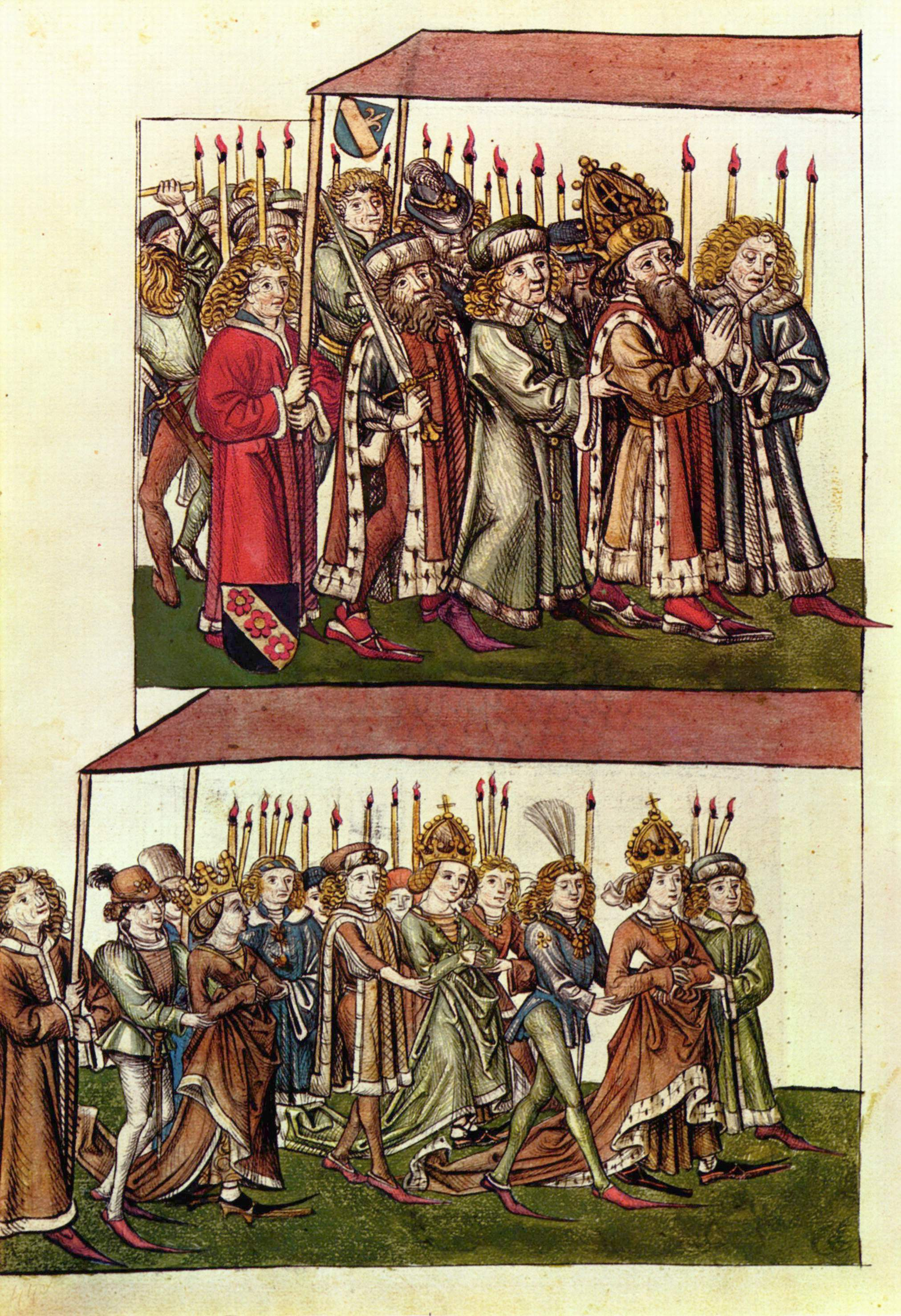
Zsigmond és felesége Cillei Borbála bevonul a konstanzi zsinatra. Ulrich Richental miniatúrája Chronik des Konzils von Konstanz

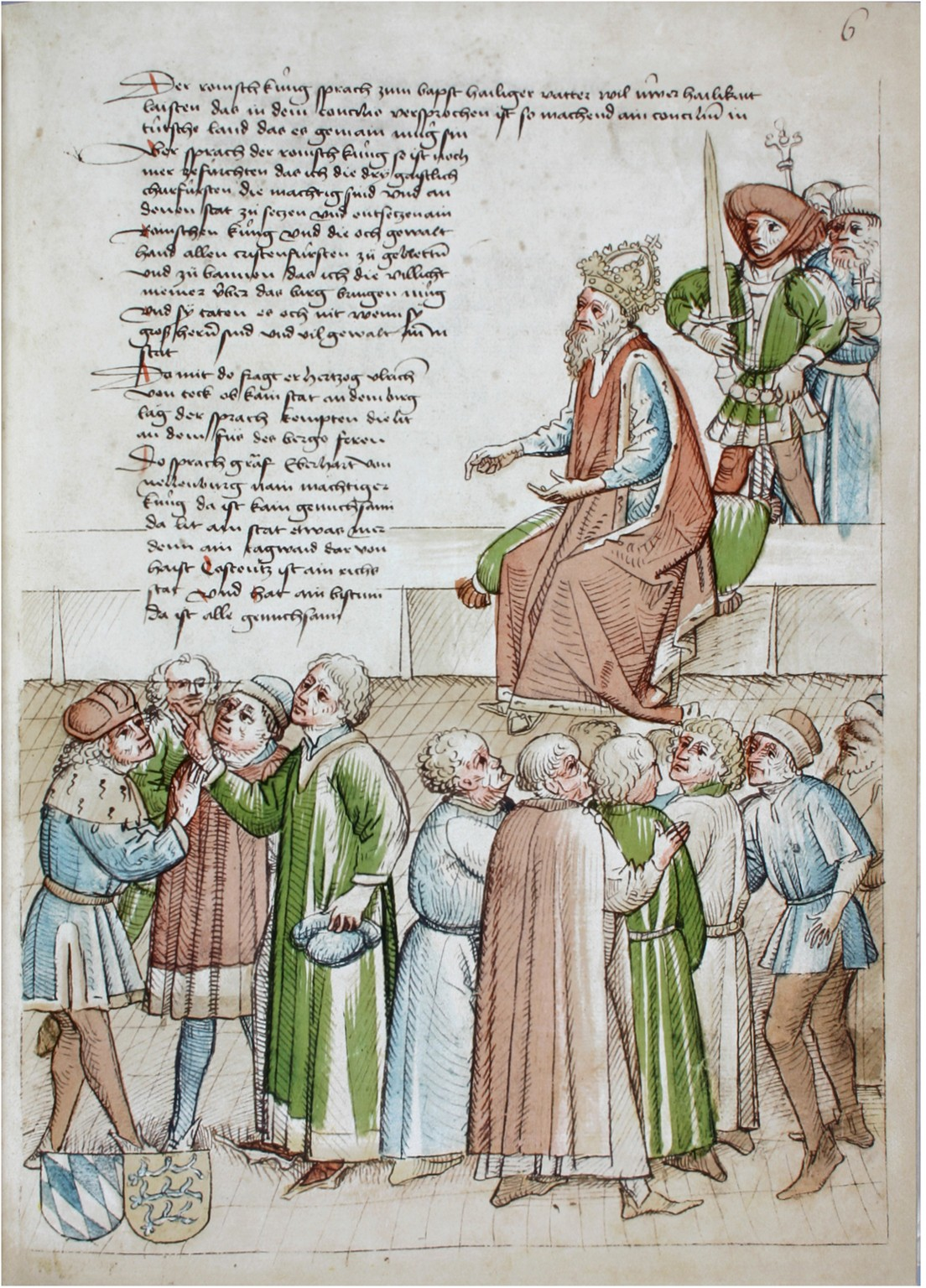
Luxemburgi Zsigmond a zsinaton

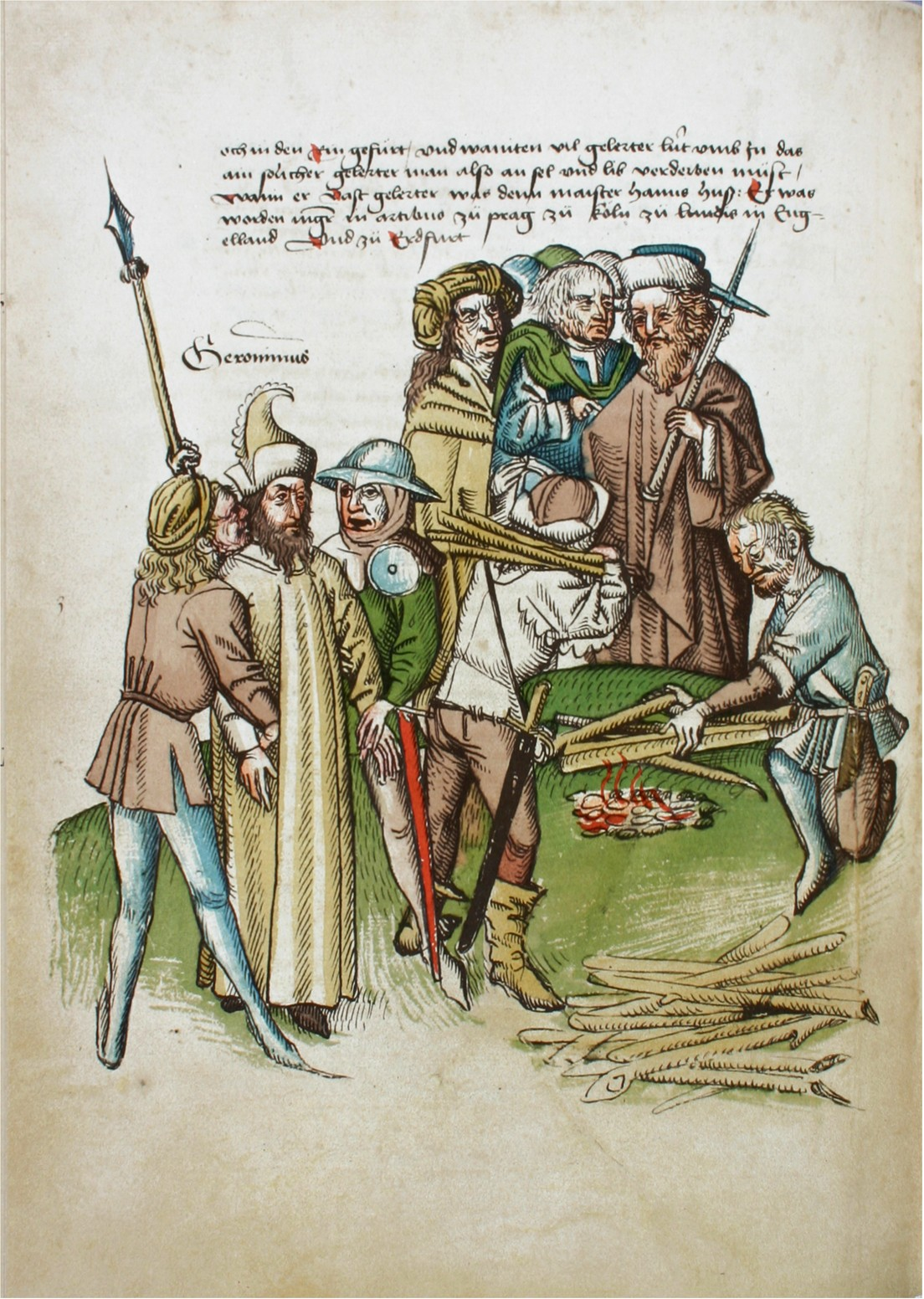
Prágai Jeromos megégetése. Miniatúra Ulrich Richental Chronik des Konstanzer Konzils című művében

A zsinaton részt vevő bíborosi kollégiumon kívül az „öt nemzetből” hat-hat képviselő volt jelen.
- Francia dominanciájú nemzet.
- Angol dominanciájú nemzet, amelybe Skócia is beletartozott.
- Német dominanciájú nemzet, amelybe Magyarország, Lengyelország, Litvánia és a skandináv államok is beletartoztak.
- Itáliai dominanciájú nemzet.
- Spanyol dominanciájú nemzet, amelyhez Portugália is hozzátartozott. Ez a nemzet csak 1417-től szavazhatott a zsinaton, amikor egységesen megvonták támogatásukat XIII. Benedektől.

A zsinatot három fő téma köré építették fel: A nyugati egyházszakadás felszámolása, az egyház reformja és a hitelvi zavarok tisztázása téma köré. A hitelvi zavarok megoldását leginkább Zsigmond szorgalmazta, és leginkább Husz János tanainak elítélése tartozott bele. A zsinat kijelentette, hogy nem oszlatható fel, amíg a szakadás teljesen meg nem szűnik, még akkor sem, ha a pápa vagy több főpap is távozik. XXIII. János a zsinatot titokban elhagyta.
A katolikus egyház egységének helyreállítására vonatkozó törekvések és javaslatok központja a párizsi egyetem volt. Négy megoldási lehetőséget javasoltak:
- 1. A pápák kölcsönösen lemondanak (via cessionis)
- 2. A pápák kölcsönösen előre alávetik magukat egy bizottság ítéletének (via compromissi)
- 3. Egyetemes zsinat dönt (via concilii)
- 4. Mindkét pápától meg kell tagadni az engedelmességet (via substractionis).

A zsinat tárgyalásainak köszönhetően az egyetemes zsinat eszméje (via concilii) diadalmaskodott.

### A zsinat határozatai
Az 1415. március 30-i ülésen a következő végzéseket hirdették ki:
- 1. a zsinat törvényesen gyűlt össze, hatalma Krisztustól származik, azért mindenki (maga a pápa is) engedelmeskedni köteles neki mindenben, ami a hitre és a szakadás megszüntetésére vonatkozik;
- 2. a pápa nem távolíthatja el az Apostoli Szentszék hivatalnokait Konstanzból, az ellenszegülők esetleges pápai büntetése érvénytelen;
- 3. a pápa Konstanzból való távolléte alatt nem nevezhet ki bíborosokat.

XXIII. Jánost a zsinat felfüggesztette, elvette tőle a pápai pecsétet és a halászgyűrűt, és megfosztotta méltóságától. XII. Gergely 1415. május 13-án önként lemondott a pápai méltóságról. XIII. Benedek a spanyolok és a skótok védelmében bízva vonakodott lemondani. 1415. szeptember 19-én Zsigmond személyesen utazott el Perpignanba, hogy rávegye Benedeket a lemondásra, de minden próbálkozása hiábavaló volt. Zsigmond decemberben Narbonne-ba tanácskozást hívott össze, amelyre azoknak az országoknak a képviselőit hívta meg, akik támogatták Benedeket. Aragónia nem volt hajlandó teljesen elállni Benedek mellől, bár már igyekezett kihátrálni mögüle. Ezért az idős ellenpápa hamarosan szülőföldjére menekült, és megtépázott udvarát a Valenciához közeli családi birtokán, Peñiscola várában rendezte be. Itt még egy követség kereste fel a konstanzi zsinatról, és amikor ők sem tudták rávenni, hogy lemondjon a pápai trónról, a konstanzi zsinat 1417. július 27-én megfosztotta őt méltóságától, és a pápai trónt üresnek nyilvánította és pápaválasztást írt ki.

### V. Márton pápa megválasztása
1417. november 11-én egyhangúlag megválasztották Colonna Ottó bíborost, aki pápaként az V. Márton nevet vette föl. Egyházjavítási bizottságot nevezett ki és reformjavaslatokat terjesztett elő. Végül Paviát jelölte ki a legközelebbi zsinat helyszínéül és 25. ülésén, 1418. április 22-én a konstanzi zsinatot berekesztette. Az új pápa a zsinat befejezése után azon igyekezett, hogy érvényre juttassa a pápa főségét a zsinattal szemben. Az 1418. május 10-i konstitúcióval kihirdette a római pápa felsőbbségét a hit kérdéseiben.  Május 16-án távozott Konstanzból és 1420. szeptember 28-án foglalta el trónját a Vatikánban.

## Következmények
Csehországban Husz máglyahalála után a huszita mozgalom tovább fejlődött, hívei a börtönben megkérdezett Husz jóváhagyásával felújították azt az ősi keresztény szokást, hogy az úrvacsorában a szentostya mellett bevezették szentségek kehely (calix) által történő kiszolgáltatását. A huszitákat a közös veszély egyesítette és mind Zsigmond császár seregei, mind pedig a pápai legátusok által vezérelt zsoldos seregek ellen, 1419 és 1432 között, hosszan tartó háborút viseltek.
Zsigmond magyar királynak és német-római császárnak komoly érdemei voltak a Konstanzi zsinat sikerében és nemzetközi politikai tekintélye is megnövekedett, hatalma országaiban megszilárdult.
A Konstanzi zsinat és az egyházszakadás következménye a fejedelmi hatalom megszilárdulása és a konciliarizmus kibontakozása volt. Az utólag konciliarizmusnak (zsinatelvűség) nevezett 14-15. századi kánonjogi és egyháztani teória az egyház alapvetően demokratikus jellegét hangsúlyozva - azaz az egyház a hívek gyülekezete congregatio fidelium - a pápai joghatóságot az egyetemes zsinat hatalmából eredeztette, ezért a pápaságot a zsinat döntésének alá helyezte. Ez az elmélet a későbbi protestáns egyházakban érvényesült (bár a konstanzihoz hasonló nemzetközi zsinatot nem tartottak), míg a katolikus egyház a mindenkori pápát egyházfőnek, így a zsinatok fölött álló személynek tekinti. Paradoxon, hogy az egyetemes egyházfői hatalmat épp egy zsinat állította helyre. A katolikus egyháztan ezt úgy oldja föl, hogy e zsinat olyan kivételes történelmi helyzetben ült össze, amikor egyetlen pápa törvényességéről sem volt a résztvevők többsége meggyőződve. Ebből nem következik semmi olyan más történelmi helyzetekre, amikor a zsinati résztvevők ugyanazt a személyt tekintik pápának.

## Pápák és ellenpápák a skizma korában
1378. szeptember 20-án Genfi Róbert bíborost választották meg törvényes pápának, aki felvette a VII. Kelemen uralkodói nevet. Az egy és oszthatatlan katolikus egyháznak 1378 szeptemberétől két feje lett. VI. Orbán pápa természetesen azonnal kiközösítette Kelement és az őt támogató bíborosokat. A két egyidejűleg uralkodó egyházfő hatalma Európa világi uralkodóinak elismerésén múlott. Amikor Orbán kiközösítette Kelement és a hozzá hű bíborosokat, Kelemen ugyanazt tette Orbánnal. A százéves háborúban a szemben álló felek között húzódott meg a törésvonal. Orbánt Anglia, Magyarország, Lengyelország, a Német-római Birodalom és Itália nagyobb része fogadta el egyházfőnek, Kelemen pártjára állt Aragónia, Franciaország, Navarra, Kasztília, Portugália, Skócia, Írország, Dánia, Norvégia, a Savoyai Grófság és több német hercegség is, így például Ausztria is. Az egyházszakadás 1417-ben lényegileg lezárult. Az avignoni ellenpápa Aragóniában maradt, ahol V. Alfonz király védelme alatt állt. XIII. Benedek ellenpápa soha nem mondott le pápai címéről, saját magát tartotta legitim egyházfőnek egészen 1423. május 23-i haláláig.
A nyugati egyházszakadás történetének utolsó felvonása volt VIII. Kelemen ellenpápa fellépése 1423. június 10-én, akit mindössze két másik bíboros választott meg. Mivel nem állt mögötte jelentős világi hatalom és minden egyházi hatalom nélkül birtokolta a pápai címet, 1429-ben le is mondott.

## Magyar főurak Konstanzban

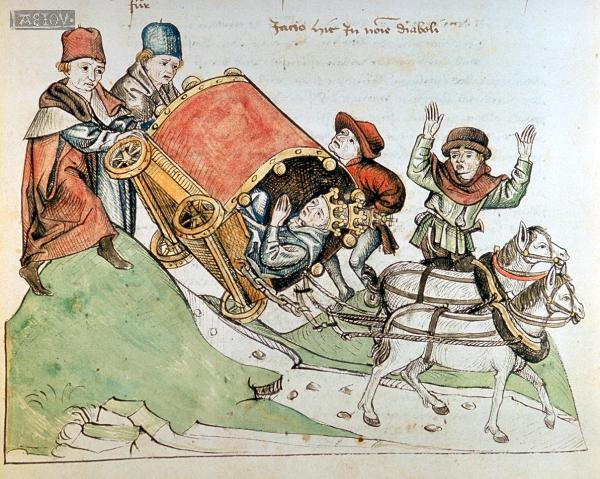
A Richental krónika miniatúrája a pápa utazási balesetéről szóló jelentést illusztrálja

A Konstanzban tartott, közel négyéves zsinatra több magyar főnemes utazott Zsigmond királyt meglátogatni. 1414-ben Szirmay Péter, Zsigmond király udvari kápolnájának őre, majd 1415-ben, Palóczy Imre, tehetős zászlós főúrként 30 főnyi kísérettel, Kórógyi Fülöp, királynéi tárnokmester, és Perényi Miklós lovászmester testvérével, Perényi Lászlóval jelent meg Konstanzban.
Csetneky László esztergom-szentgyörgymezei prépost 1417-ben jelen volt a zsinaton. Ozorai Pipó unokatestvére, Scolari András, váradi püspök, Zsigmond király tanácsadója és kísérője volt a zsinat folyamán. Marczaly Dénes, székely ispán, majd Somogyi főispán, szintén hasznos szolgálatokat tett a magyar királynak Konstanzban.
Zsigmond magyar király összesen tizennégy címeres levelet adományozott az udvar néhány tagjának, aki kísérte külföldön. Somkereki Antal 1415. január 26-án Konstanzban Zsigmond császártól kapott birodalmi nemességet és címert. Gál elöljáró, a királyi udvar tagja ("aulicus nostrae maiestatis"), sógorával, a Nádasdy családból származó Nádasdy Tamás fia Andrással együtt, 1415. március 10-én Konstanzban kapott címert a királytól. Petneházy Márton, aki királyát külföldi útjaira (köztük aragóniai, angol, francia és német földre) kísérte, 1417. július 25-én, Konstanzban címert nyert. Az 1418. március 19-én még Konstanzban tartózkodó Luxemburgi Zsigmond Csapy Andrásnak adományozott címert a sárkányrend jelvényével.